# جون أوبراين (لاعب كرة قاعدة)
جون أوبراين (بالإنجليزية: John O'Brien)‏ هو لاعب كرة قاعدة أمريكي، ولد في 22 أكتوبر 1851 في كولومبوس في الولايات المتحدة، وتوفي في 31 ديسمبر 1914 في فول ريفر في الولايات المتحدة.

## وصلات خارجية
- جون أوبراين على موقعبيزبول رفرنس.كوم (الدوري الرئيسي) (الإنجليزية)